# Natació als Jocs Olímpics d'estiu de 1924 - 400 metres lliures masculins
Els 400 metres lliures masculins va ser una de les onze proves de natació que es disputaren als Jocs Olímpics de París de 1924. La competició es disputà el 16 i el 18 de juliol de 1924. Hi van prendre part 23 nedadors procedents de 13 països.

## Medallistes
| Or                       | Plata           | Bronze             |
| Johnny Weissmuller (USA) | Arne Borg (SWE) | Boy Charlton (AUS) |

## Rècords
Aquests eren els rècords del món i olímpic que hi havia abans de la celebració dels Jocs Olímpics de 1924.
| Rècord del Món | 4:57.0 | Johnny Weissmuller | New Haven (USA) | 6 de març de 1923    |
| Rècord Olímpic | 5:24.4 | George Hodgson     | Estocolm (SWE)  | 14 de juliol de 1912 |

En la primera sèrie Ralph Breyer va establir un nou rècord olímpic amb un temps de 5:22.4 minuts. Poc després, en la tercera sèrie, Johnny Weissmuller el millorà amb un temps de 5:22.2 minuts. Weissmuller millorà novament el rècord en semifinals, 5:13.6 minuts,i la final, deixant-lo en 5:04.2 minuts.

## Resultats

### Sèries
Els dos nedadors més ràpids de cada sèrie i el millor tercer passaren a semifinals.
Sèrie 1
| Pos. | Nedador                 | Temps  | Qual. |
| ---- | ----------------------- | ------ | ----- |
| 1    | Ralph Breyer (USA)      | 5:22.4 | QQ OR |
| 2    | Jack Hatfield (GBR)     | 5:32.6 | QQ    |
| 3    | Atilije Venturini (YUG) | 6:28.0 |       |
| —    | Moss Christie (AUS)     | DSQ    |       |

Sèrie 2
| Pos. | Nedador                      | Temps  | Qual. |
| ---- | ---------------------------- | ------ | ----- |
| 1    | Åke Borg (SWE)               | 5:28.2 | QQ    |
| 2    | Václav Antoš (TCH)           | 5:34.8 | QQ    |
| 3    | Dionysios Vasilopoulos (GRE) | 6:21.4 |       |
| 4    | Đura Sentđerđi (YUG)         | 6:41.4 |       |

Sèrie 3
| Pos. | Nedador                  | Temps  | Qual. |
| ---- | ------------------------ | ------ | ----- |
| 1    | Johnny Weissmuller (USA) | 5:22.2 | QQ OR |
| 2    | Boy Charlton (AUS)       | 5:30.2 | QQ    |
| 3    | Edward Peter (GBR)       | 5:38.6 |       |
| 4    | Salvator Pélégry (FRA)   | 5:56.2 |       |
| 5    | Sjaak Köhler (NED)       | 6:20.4 |       |

Sèrie 4
| Pos. | Nedador                 | Temps  | Qual. |
| ---- | ----------------------- | ------ | ----- |
| 1    | Arne Borg (SWE)         | 5:31.8 | QQ    |
| 2    | Frank Beaurepaire (AUS) | 5:38.0 | QQ    |
| 3    | Kazuo Noda (JPN)        | 5:43.8 |       |
| 4    | Alberto Zorrilla (ARG)  | 5:49.4 |       |
| 5    | Stanislav Bičák (TCH)   | 5:52.4 |       |

Sèrie 5
| Pos. | Nedador                  | Temps  | Qual. |
| ---- | ------------------------ | ------ | ----- |
| 1    | Lester Smith (USA)       | 5:32.4 | QQ    |
| 2    | Harold Annison (GBR)     | 5:32.6 | QQ    |
| 3    | George Vernot (CAN)      | 5:32.2 | qq    |
| 4    | Édouard Vanzeveren (FRA) | 5:59.8 |       |
| 5    | Pedro Méndez (ESP)       | 6:26.6 |       |

### Semifinals
Els dos nedadors més ràpids de cada semifinal i el millor tercer passaren a la final.
Semifinal 1
| Pos. | Nedador                  | Temps  | Qual. |
| ---- | ------------------------ | ------ | ----- |
| 1    | Johnny Weissmuller (USA) | 5:13.6 | QF OR |
| 2    | Boy Charlton (AUS)       | 5:32.6 | QF    |
| 3    | Lester Smith (USA)       | 5:37.6 |       |
| 4    | George Vernot (CAN)      | 5:38.0 |       |
| 5    | Václav Antoš (TCH)       | 5:53.2 |       |
| —    | Ralph Breyer (USA)       | DNS    |       |

Semifinal 2
| Pos. | Nedador                 | Temps  | Qual. |
| ---- | ----------------------- | ------ | ----- |
| 1    | Arne Borg (SWE)         | 5:21.4 | QF    |
| 2    | Åke Borg (SWE)          | 5:25.0 | QF    |
| 3    | Jack Hatfield (GBR)     | 5:30.4 | qf    |
| 4    | Harold Annison (GBR)    | 5:39.4 |       |
| —    | Frank Beaurepaire (AUS) | DNS    |       |

### Final
| Pos. | Nedador                  | Temps     |
| ---- | ------------------------ | --------- |
| 1    | Johnny Weissmuller (USA) | 5:04.2 OR |
| 2    | Arne Borg (SWE)          | 5:05.6    |
| 3    | Boy Charlton (AUS)       | 5:06.6    |
| 4    | Åke Borg (SWE)           | 5:26.0    |
| 5    | Jack Hatfield (GBR)      | 5:32.0    |